# سیرشاید
سیرشاید (به آلمانی: Sierscheid) یک شهر در آلمان است که در اهرویلر واقع شده‌است. سیرشاید ۸۷ نفر جمعیت دارد.